# Römerstraßen in Stuttgart
Mehrere Römerstraßen in Stuttgart liefen am Reiterkastell in Stuttgart-Bad Cannstatt zusammen. Hier kreuzte die Römerstraße von Mogontiacum (Mainz) nach Augusta Vindelicorum (Augsburg) die Militärstraße, welche die Kastelle des Neckarlimes miteinander verband, nämlich die Kastelle in Vicus Alisinensium (Bad Wimpfen) und Vicus Murrensium (Benningen) im Norden mit Grinario (Köngen) im Süden des Kastells Cannstatt. Ab Köngen führte die Römerstraße Neckar–Alb–Aare weiter in die Schweizer Voralpen. Zusätzlich stieß eine von Argentorate (Straßburg) herbeiführende Fernstraße auf diesen Kreuzungspunkt sowie eine Verbindungsstraße aus Richtung der Kastelle von Welzheim beziehungsweise Aalen.

## Römerstraße

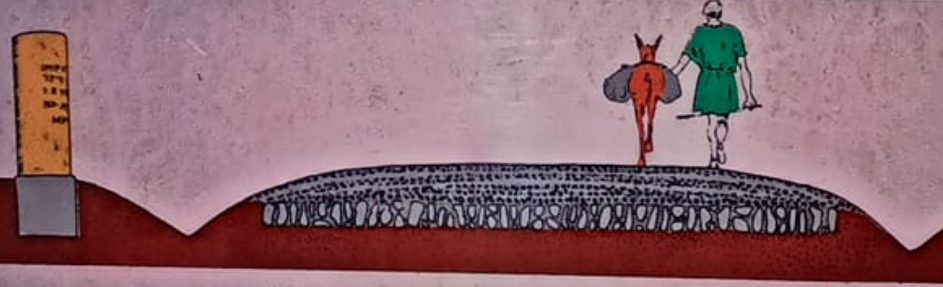
Schnitt durch eine römische Straße

Römische Straßen wurden so weit als möglich geradlinig angelegt. Sie verliefen auf einem bis sechs Meter breiten Damm mit gutem Unterbau aus Gestein der jeweiligen Gegend. Die Straße selbst hatte eine Steinpackung als Vorlage und war vier bis fünf Meter breit. Auf der Vorlage war ein schottriger Belag aufgebracht. Diese Abdeckung entsprach dem Landstraßenbau in der ersten Hälfte des 19. Jahrhunderts. Die Fahrbahn war leicht gewölbt und Gräben flankierten die Straße.

## Römische Besetzung von Südwest-Deutschland

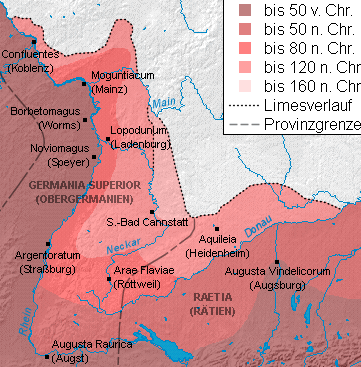
Römische Expansion in Südwestdeutschland

Agri decumates oder Dekumatland bezeichnet das Land in Südwestdeutschland östlich des Rheins und nördlich der Donau, in dem der Schwarzwald und die Schwäbische Alb liegen. Dieser Landstrich wurde unter Kaiser Vespasian um 72 n. Chr. mit Truppen besetzt. Die Römer trafen hier eine keltische Bevölkerung vor, germanische Funde aus dieser Zeit sind nicht bekannt. Um 74 n. Chr. wurden die Donaukastelle auf die Schwäbische Alb vorverlegt und mit der Straße des Alblimes miteinander verbunden. Im selben Jahr wurde die erste Rhein-Donau Straßenverbindung durch das Kinzigtal gebaut, die Straßburg mit dem Kastell Arae Flaviae bei Rottweil und dem Kastell Tuttlingen an der Donau verband. Nach Beendigung der Chattenkriege durch Domitian um 83 n. Chr. sicherten Legaten ab dem Jahr 85 das Gebiet vom Main über die Neckarlinie bis zum Alblimes durch eine Reihe von Befestigungsanlagen ab. Die Bautätigkeiten konnten sich bis zum Jahr 100 hingezogen haben. Das Dekumatland gehörte seit Domitian zur Provinz Germania superior. Die Grenze des Römischen Reiches, die um 150 n. Chr. unter Antoninus Pius noch bis zum Obergermanisch-Raetischen Limes vorgeschoben wurde, musste um 259/260 aufgegeben werden (Limesfall).

## Das Römerkastell in Stuttgart-Bad Cannstatt
Das Kastell Cannstatt wurde um 85 n. Chr. als Erdkastell an der Neckarlinie des Neckar-Odenwald-Limes gegründet. Es lag etwa 500 m Luftlinie vom Neckar entfernt auf der linken Seite des Flusses auf einem Plateau, das 25 m tief ins Neckartal abfällt. Etwa 10 bis 15 Jahre nach der Gründung wurde es als Steinkastell ausgebaut, dessen Grundfläche sich fast mit dem Vorläufer deckte. In dem Kastell war eine bis 500 Mann starke Reitertruppe (ala quingenaria) stationiert. Als Kastellbesatzung kommt die Ala I Scubulorum in Betracht. Dem Kommandanten des Lagers (Praefectus alea) unterstanden vermutlich die Truppen der Nachbarkastelle am Neckarlimes.

## Die Römerstraßen in Stuttgart und deren Bedeutung

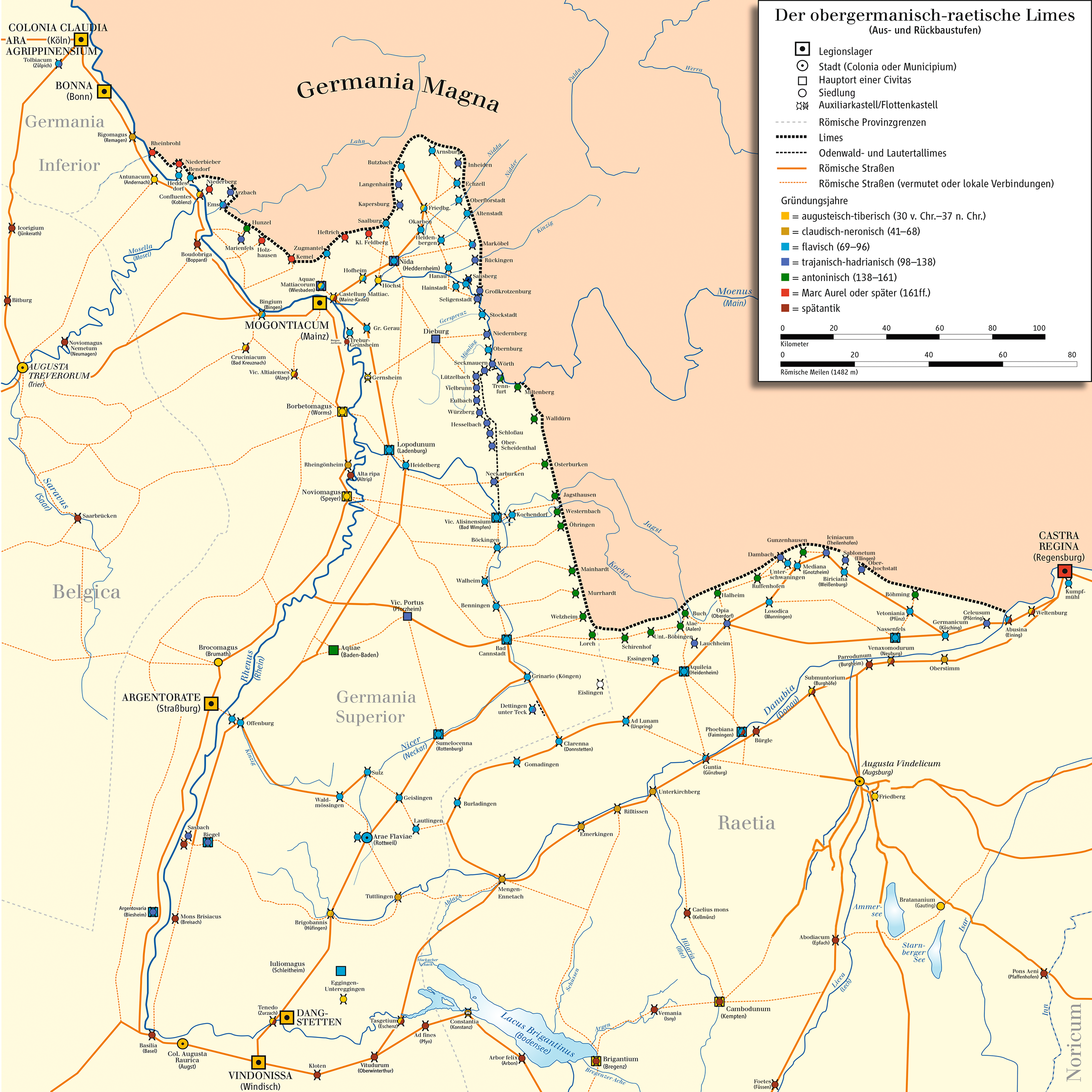
Südwest-Deutschland im 2. Jahrhundert n. Chr.

In der Folge der Besetzung des Gebietes Agri decumates wurden erste Heeresstraßen in diesem Gebiet gebaut, um rasch Truppen verschieben zu können und kriegswichtige Güter sicher zu transportieren. Unter Vespasians Sohn Domitian (81 bis 96 n. Chr.) wurden um 85 n. Chr. eine Reihe von Befestigungsanlagen gebaut und der Bau großer Verbindungsstraßen zwischen den Heerlagern und Kastellen wurde mit Nachdruck fortgesetzt. Die bedeutenden Standorte Mainz, Straßburg und Augsburg sollten mit Straßen verbunden werden, ebenso wie der Rhein mit der Donau. Entlang der Neckargrenze entstanden die Kastelle in Köngen, Cannstatt, Benningen, Walheim sowie Böckingen und Bad Wimpfen. Cannstatt war Sitz des Kommandanten der Neckarlinie und einer Reiterei (Ala), während in den anderen Kastellen Fußtruppen spationiert waren.
Die Porta prinzipalis dextra des Kastells Cannstatt war ein wichtiger Kreuzungspunkt von zwei römischen Rhein-Donau-Fernstraßen, einer Verbindungsstraße zur Fernstraße ins Schweizer Voralpenland sowie von Militärstraßen, welche die Kastelle am Neckarlimes verbanden.

### Neckar-Militärstraße entlang des Neckarlimes
Entlang der Neckargrenze wurde eine Straße gebaut, die die einzelnen je etwa 15 km voneinander entfernten Kastelle miteinander verband. Von der Porta dextra ging die Militärstraße nach Norden zum Kastell Benningen und weiter bis Bad Wimpfen, wo sie an die ältere Odenwaldlinie anschoss. Die Straße zog über die Burgholzhöhe durch die Stuttgarter Stadtteile Rot und Zazenhausen. Im Wohngebiet Hohlgrabenäcker in Zazenhausen wurde bei Bauarbeiten ein Stück dieser Sraße freigelegt. Demnach verlief sie nicht wie vorher angenommen durch den „Hohlgraben“, sondern etwas östlich davon.  Von Zazenhausen lief die Straße nach Kornwestheim und weiter nach Ludwigsburg, wo sie etwa den heutigen Marktplatz kreuzte, zum Kugelberg. Von dort aus verlief sie geradlinig weiter entlang der K1672 nach Benningen.
Von der Porta dextra ging die Militärstraße nach Süden zum Kastell Köngen, das in der Neckarschleife bei Plochingen lag. Diese Straße verlief vom Kastell Cannstatt aus etwa in Richtung des oberen Abschnitts der modernen „Altenburger Steige“ und weiter zum Neckarknie. Von dort führte sie links des Neckars bis Esslingen und weiter über die Filderhöhe zum Kastell Köngen. Von dort aus wurde sie zum Verwaltungszentrum Sumelocenna geführt, das im heutigen Rottenburg am Neckar lag. Über die Römerstraße Neckar–Alb–Aare bestand Anschluss in die Schweizer Voralpen und durch das Kinzigtal nach Straßburg.

### Rhein-Donau-Fernstraßen
Die Fernstraße Mainz – Augsburg gilt als „die wichtigste Verkehrsader im Raum Stuttgart“ und erreichte am Kastell Cannstatt einen wichtigen Knotenpunkt.

#### Fernstraße von Mainz nach Cannstatt
Dieser Straßenabschnitt gehörte zur Fernstraße Mainz – Augsburg. Sie führte von Mainz über Illingen nach Schwieberdingen und Zuffenhausen und von dort nach Cannstatt. Diese Trasse folgen noch heute wichtige Straßenverbindungen. Bemerkenswert ist das acht Kilometer lange grade Straßenstück der B10 von Schwieberdingen nach Zuffenhausen. Die moderne Bahntrasse löschte die alte Straße auf etwa einem Kilometer aus, die über den Pragsattel weiter entlang des „Sparrhärmlingweg“ zur Porta dextra des Kastells Cannstatt führte.

#### Fernstraße von Straßburg nach Cannstatt
Diese Fernstraße kam aus Straßburg und zog über Offenburg nach Pforzheim. Sie erreicht den Stuttgarter Raum an der Schillerhöhe oberhalb von Gerlingen. Ab Pforzheim trug sie den Namen „Consularstraße“ und verlief südlich von Schloss Solitude entlang des „Gerlinger Wegs“ und des „Oberen Kirchhaldenwegs“ bis zum „Haus des Parkwächters“ (Gebäude des Forstreviers Solitude), wo sie in die „Steinstaße“ mündete. Ab dem Aussichtspunkt Hohen Warte verlief sie geradlinig nach Feuerbach bis zur „Stuttgarter Straße“. Auf dem Pragsattel trifft sie auf die Fernstraße aus Mainz und erreicht auf dieser das Kastell Cannstatt. Der Teilabschnitt von Pforzheim nach Cannstatt, gilt als „die bedeutendste römische Vormarsch- und spätere Etappenstraße im Raum Stuttgart“. Sie ist seit 2001 einfaches Kulturdenkmal.

#### Fernstraße von Cannstatt nach Augsburg.
Nach dem Jahr 89 wurde die Militärstraße Cannstatt – Köngen über das Kastell Clarenna bei Donnstetten auf der Schwäbischen Alb mit dem Kastell Ad Lunam bei  Urspring verbunden. Damit wurde die Straße entlang der Main-Odenwald-Neckar-Linie über die Schwäbische Alb bis Augsburg verlängert und die Fernstraße Mainz-Augsburg fertig gestellt. Letztere wurde ab 98 n. Chr. weiter ausgebaut.
Aus der Zeit nach 155 n. Chr. stammte eine neuere Straße in Richtung Augsburg, die gebaut wurde, nachdem der Limes nach Osten bis nach Lorch vorgeschoben worden war. Die Fernstraße verlief von Cannstatt aus auf der rechten Neckarseite über Esslingen nach Plochingen und weiter durch das Filstal über Faurndau. Heidenheim und Urspring nach Faimingen an der Donau und schließlich nach Augsburg. In Stuttgart ist die Straße gesichert ab der Cannstatter Uffkirche entlang der „Taubenheimstraße“. Bis dorthin verlief sie wahrscheinlich vom Kastelltor Porte dextra direkt hinunter zur „Krefelder Straße“ (Funde von Straßenprofilen), über den Neckar (Sichtung von Pfählen bei Niedrigwasser) und geradlinig weiter über die nicht mehr existierende „Seidengasse“ bis zur Uffkirche.

### Remstal-Militästraße nach Aalen
Diese Straße stammt aus der Zeit nach 155 n. Chr. als der Limes nach Osten bis nach Lorch vorgeschoben worden war. Die Militärstraße verlief wahrscheinlich zusammen mit der neuen Fernstraße nach Augsburg vom Kastelltor Porte dextra direkt hinunter zur „Krefelder Straße“, weiter über den Neckar und bog vor der Uffkirche in scharfem Winkel nach links ab, um in die „Waiblinger Straße “zu münden. Die Militärstraße verlief dann weiter durch das Remstal zu den Kastellen von Welzheim, beziehungsweise über Lorch bis nach Aalen.

### Historischer Irrtum: Fernstraße von Cannstatt über Böblingen nach Rottenburg
Eduard Paulus nahm aufgrund der geographischen Verhältnisse an, dass eine Fernstraße von Cannstatt über Böblingen nach Rottenburg existierte. Diese sollte von der Fernstraße Cannstatt – Straßburg am „Haus des Parkwächters“ abzweigen, welches an der Straße von der Hohen Warte zur Solitude stand. Sie sollte durch den Rotwildpark nach Süden ziehen, etwa einen Kilometer westlich des Römischen Hauses und östlich des Pfaffensees vorbei, den Pfaffenwald hinauf nach Vaihingen, wo sie der „Heerstraße“ folgen sollte. Der weitere Zug der Straße ging angeblich über die „Waldburgstraße“ und die Römerstraße nach Böblingen und weiter nach Rottenburg. Bei dieser Trassenführung handelt es sich um einen historischen Irrtum, wie Erich Kläger darlegte.

## Denkmalschutz
Das Bodendenkmal „Römerstraße“ ist geschützt als eingetragenes Kulturdenkmal im Sinne des Denkmalschutzgesetzes des Landes Baden-Württemberg (DSchG). Nachforschungen und gezieltes Sammeln von Funden sind genehmigungspflichtig, Zufallsfunde an die Denkmalbehörden zu melden.